# Pere d'Artés
Pere d'Artés (fl. XIV-XV secolo) è stato un cavaliere medievale spagnolo, vissuto tra XIV e XV secolo nel regno di Valencia.
Fu signore di Alfafara, Questo territorio fu acquistato per lui il 9 dicembre 1392 alla famiglia Orís. Il suo figlio ed il suo nipote continuarono ad essere i signori fin che il re d'Aragona lo comprò.
Ebbe diversi posti di significazione nella corte del re Giovanni I d'Aragona: consigliere, ciambellano e Cancelliere dello Scacchiere fra altri. Egli fu anche ambasciatore nel caso delle nozze del re con Iolanda di Bar, nella città di Parigi. Egli fu anche cortigiano di Martino I di Aragona, che lui nomenò essecutore testamentario in 1407.
Mecenate delle lettere, Francesc Eiximenis lui dedicò il Llibre dels àngels (Libro degli angeli) in 1392. Eiximenis redasse anche in catalano e non in latino, per domanda sua, la Vida de Jesucrist (Vita di Gesù Cristo) in 1403. Antoni Canals lui dedicò la traduzione catalana delle sue Exposicions del Pater Noster, Ave Maria i Salve (Esposizione del Padre Nostro, Ave Maria e Salve) in 1406.
Si incaricò della costruzione del Palazzo Reale di Valencia. In questo luogo mandò fare la Camera degli Angeli. Fu seppellito nella cappella degli Artés, fondata per lui stesso, nel monastero certosino di Portaceli.